# 440C
440C — нержавіюча сталь 400 серії, з найвищим вмістом вуглецю в 400 серії нержавіючої сталі. Як правило, термічно оброблена для досягнення твердості 58-60 HRC. Зазвичай, використовується для виготовлення підшипників та лез ножів.

## Склад
Сплав 440C містить карбону (C) 0.95-1.20%, хрому (Cr) 16.00-18.00%,  молібдену (Mo) 0,75%,  мангану (Mn)1.0%, та силіцію 1,0%.. Найближчий радянський аналог - сталь 95Х18 ГОСТ 5632-72.